# Those Who Do Not
Those Who do Not — экспериментальный студийный альбом британской группы Psychic TV, запись концерта в Рейкьявике (Исландия), вышедший в 1984 году. 

## Об альбоме
В записи диска приняли участие: исследователь исландского фольклора, неоязычник Свейнбьёрн Беинтенссон, а также гитарист, изобретатель и математик Гвюд Крист. Также на концерте использовался специально изобретённый для данной акции прибор Пиорриджметр (по сути эксклюзивная разновидность семплера).

## Список композиций
1. Those Who Do Not
2. Attraction Romantique
3. Fear
4. Unclean
5. Skinhead 2
6. The Full Pack
7. What’s A Place Like You…
8. Meanwhile…
9. In The Nursery
10. Oi Skinhead